# Elephant Mountain
| Recensione       | Giudizio |
| ---------------- | -------- |
| AllMusic         | [ 2 ]    |
| Robert Christgau | C+       |

Elephant Mountain è il terzo album discografico dei The Youngbloods, pubblicato dall'etichetta discografica RCA Victor Records nell'aprile del 1969.
Ridotti a un trio, a causa dell'abbandono del membro fondatore Jerry Corbitt i The Youngbloods registrano quello che per la maggior parte della critica musicale è considerato il loro miglior disco.
L'album raggiunse la posizione numero 118 della classifica Billboard 200, mentre il singolo (contenuto nell'album) Darkness, Darkness si piazzò al numero 86 della classifica Billboard Hot 100.

## Tracce
Lato A
1. Darkness, Darkness – 3:48 (Jesse Colin Young)
2. Smug – 2:13 (Jesse Colin Young)
3. On Sir Francis Drake – 6:18 (Lowell Levinger)
4. Sunlight – 3:07 (Jesse Colin Young)
5. Double Sunlight – 0:38 (Jesse Colin Young, Joe Bauer, Lowell Levinger)
6. Beautiful – 3:42 (Jesse Colin Young)
7. Turn It Over – 0:12 (Jesse Colin Young, Joe Bauer, Lowell Levinger)

Lato B
1. Rain Song (Don't Let the Rain Bring You Down) – 3:12 (Felix Pappalardi, Gail Collins, Jerry Corbitt)
2. Trillium – 3:11 (Jesse Colin Young, Joe Bauer, Lowell Levinger)
3. Quicksand – 2:40 (Jesse Colin Young)
4. Black Mountain Breakdown – 0:40 (Jesse Colin Young, Joe Bauer, Lowell Levinger)
5. Sham – 2:42 (Jesse Colin Young)
6. Ride the Wind – 6:44 (Jesse Colin Young)

## Formazione
- Jesse Colin Young - voce, basso, chitarra acustica
- Banana (Lowell Levinger) - chitarra, tastiere (pianoforte elettrico), clavicembalo[1], accompagnamento vocale
- Joe Bauer - batteria

Musicisti aggiunti
- David Lindley - fiddle
- Joe Clayton - tromba
- Plas Johnson - sassofono tenore
- Victor Feldman - vibrafono

Note aggiuntive:
- Charles E. Daniels (Charlie Daniels) - produttore
- The Youngbloods e Bob Cullen - produttori (solo brani: Smug, Quicksand e Sham)
- Registrazioni effettuate al RCA's Music Center of the World di Hollywood, California
- Richie Shmidt, Hank Cicalo e Mickey Crofford - ingegneri delle registrazioni
- Ringraziamenti speciali a: Joe Clayton, Plas Johnson e Dennis Smith
- Charles L. Heald - copertina e fotografie[9]